# Johann von Honart
Johann von Honart (auch: van Honert, von den Honert, von den Honaert, d’Honart, van den Honaert; * 31. Januar 1636 in Dordrecht; † 19. Juli 1721 in Norden) war niederländischer Ingenieur, Kartograph und Landmesser in ostfriesischen Diensten. Ferner war er Oberdeichgraf in Norden und im Herzogtum Braunschweig-Lüneburg.

## Herkunft
Seine Eltern waren Johan Dirksz van den Honert und dessen Ehefrau Hasia van der Meyde (* um 1610).

## Leben
Er wurde vermutlich in Leiden bei Lehrern  wie Frans van Schooten und Johannes Stampioen ausgebildet und kam 1658 nach Ostfriesland. Dort sollte er den  Enno-Ludwigsgroden Vermessen und Kartieren. Er ließ sich in Norden nieder und erhielt dort am 27. August 1660 das Bürgerrecht. Er machte zahlreiche weitere Karten, so 1664 das Freepsumer Meer.
Am folgenreichsten war eine Vermessung aus dem Jahr 1666 zwischen Grafschaft Oldenburg als dem damaligen Besitzer des Jeverlandes und der Grafschaft Ostfriesland, der sogenannten Goldenen Linie. Damit konnte ein dekadenlanger Konflikt geregelt werden. Zwischen 1669 und 1673 kartierte er das Gebiets der Oberemsischen Deichacht. Das Projekt einer neuen Ostfrieslandkarte zusammen mit Timon Rudolphi († 1683), später Bürgermeister von Emden, kam aber aus Geldmangel nie Zustande. Daher blieb die Emmius-Karte aus dem Jahr 1595 weiter maßgebend, trotz vieler Fehler. Honert wurde 1671 auch zum Ostfriesischen Kriegskommissar bestellt und am 7. Mai 1680 von der Fürstin Christine Charlotte zum Reparations- und Deichinspektor ernannt. Zugleich wurde er aber auch Oberdeichgraf der Herzöge von Braunschweig-Lüneburg. Im Jahr 1682 holte man ihn nach Lüdershausen um als Sachverständiger den dortigen Zustand der Neetze zu begutachten. Er war vom 9. bis 12. November dort und fand den Fluss verstopft von Buschwerk und Aalwehren.
Er konnte wohl nicht alle Verpflichtungen erfüllen und im Jahr 1688 wurde ihm die Stellung als Beauftragter für das Reparationswesen gekündigt. Er war aber weiter als Vermesser in Ostfriesland aktiv und wurde sogar mit einzelnen diplomatischen Missionen beauftragt.
Er wurde 1721 in der Ludgerikirche bestattet.

## Familie
1657 heiratete er Tiaken Etten Ulrichen, die aber bald nach der Hochzeit starb.
Er heiratete am 1. Oktober 1660 Johannetta van Haarlem († 1661), Tochter von Blasius van Haarlem.
- Johann (1661–1739), Dr. jur., Amtmann in Norden[7], Vizehofrichter in Aurich ⚭ Beweke Abrahams

Nach dem Tod seiner ersten Frau heiratete er am 12. Februar 1664 Ida Hajunga (auch:Hajinga, Hayinga).
- Taco Hajo (1666–1740)
- Tjaketta Johanna (* um 1666) ⚭ N.N. Hunneken

Zuletzt heiratete er 1668 Judith Epkes Cramers.
- Anna Dorothea (* 4. Dezember 1670) ⚭ 1688 Johann Diedrich Kettler (1661–1727), Bürgermeister von Norden